# Всероссийский проектно-конструкторский и технологический институт мебели
Всероссийский проектно-конструкторский и технологический институт мебели имени А.Г. Данилина (ВПКТИМ) — институт, разрабатывающий научно-исследовательскую, технологическую, проектную и управленческую документацию по производству мебели.  
Генеральный директор — Шушин Николай Валерьевич.

## Проекты и исследования
Институт оказывает научно-технические услуги в проектировании новых видов мебели, разработке и внедрению современных технологий производства мебельных материалов и их применения в мебели, оказывает техническую помощь в организации и модернизации мебельного и столярно-строительного производства. Организация проводит испытания и сертифицирует мебель и материалы мебельного назначения.

## История
В 1962 году на базе Центрального мебельного проектно-конструкторского бюро был создан Всесоюзный проектно-констркуторский и технологический институт мебели.
Основными задачами института стали проектно-конструкторские и научно-исследовательские работы в области проектирования, производства и отделки мебели для оборудования жилых и общественных зданий, внедрения мебели в производство.
Институт в разные годы находился в ведении:
- 1962—1965 годы — Госкомитета по лесной, целлюлозно-бумажной, деревообрабатывающей промышленности и лесному хозяйству при Госплане СССР
- 1965—1968, 1979—1988 годы — Министерства лесной, целлюлозно-бумажной и деревообрабатывающей промышленности СССР
- 1968—1979 — Министерства лесной и деревообрабатывающей промышленности СССР
- 1988—1991 — Министерства лесной промышленности СССР

Институт имел филиалы в городах Брянск, Иваново, Карачаевск, Тула.
С 2013 года носит имя известного советского финансиста и государственного деятеля А.Г. Данилина.    
С 1991 года институт имеет статус открытого акционерного общества (ОАО ВПКТИМ). Организация входит в состав Попечительского совета Московского Государственного Университета Леса.